# Greenville Triumph Soccer Club
Greenville Triumph SC é uma equipe americana de futebol profissional sediada em Greenville, Carolina do Sul, Estados Unidos. O clube começou a jogar no USL League One em 2019.

## História
A formação da USL D3 foi anunciada pela primeira vez em abril de 2017, e oficiais da liga começaram a percorrer o país em busca de cidades candidatas a novos clubes de futebol. O vice-presidente da USL D3, Steven Short, visitou Greenville em julho de 2017, e disse a repórteres locais na época que Greenville era um dos principais candidatos da liga. Em janeiro de 2018, a liga começou a anunciar equipes que jogariam na temporada inaugural de 2019. O clube de Greenville da USL D3 foi oficialmente anunciada em 13 de março de 2018, com o empresário local Joe Erwin nomeado como o principal proprietário. A equipe de Greenville foi a terceira equipe a ingressar na liga após o Tormenta FC e o FC Tucson, dois clubes que já existiam e jogavam na Premier Development League .
O nome da equipe, Greenville Triumph SC, assim como seu logo e cores foram anunciados em 9 de agosto de 2018. Em 27 de agosto, a equipe anunciou que a equipe seria treinada pelo ex - jogador da seleção norte-americana John Harkes, que já havia sido treinador do time da USL FC Cincinnati para a temporada de 2016. Harkes foi assinado em um contrato de três anos.
Em 2024, o clube foi comprado pelo ex-jogador de futebol Ronaldinho Gaúcho. A meta estabelecida pelo antigo craque-brasileiro é de  que o clube alcance a elite do futebol estadunidense (Major League Soccer).